# ایته‌وون-دونگ
ایته‌وون-دونگ (به لاتین: Itaewon-dong) یک منطقهٔ مسکونی در کره جنوبی است که در Yongsan District واقع شده‌است.